# 인천연성초등학교

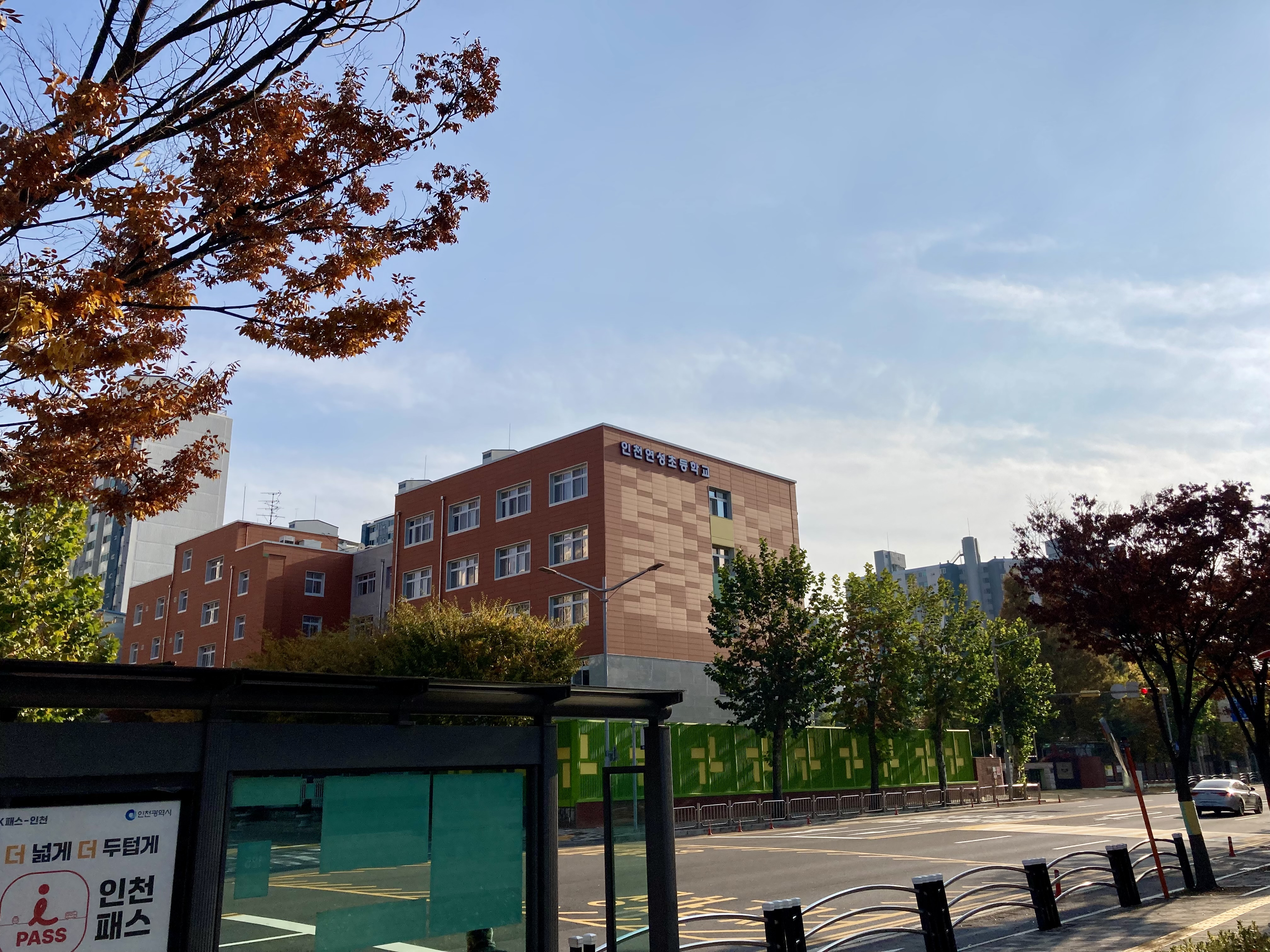
인천연성초등학교

인천연성초등학교는 대한민국 인천광역시 연수구에 있는 공립 초등학교이다.

## 학교 연혁
- 1994년 10월 4일: 개교
- 2024년 10월 4일: 개교 30주년

## 참고 자료
- 인천연성초등학교 - 한국교육학술정보원 학교알리미